# Bersi Skáldtorfuson
Bersi Skáldtorfuson (m. 1030) fue un escaldo y vikingo de Islandia en el siglo XI. Poeta de la corte del jarl de Lade Sveinn Hákonarson. Participó de la batalla de Nesjar y fue capturado por las tropas de Olaf II el Santo; durante su cautividad compuso tres de las cuatro únicas estrofas que han sobrevivido de su producción poética. Luego pasó al servicio de Olaf II y allí conoció a otro escaldo, Sigvatr Þórðarson que le acompañaría en su peregrinación a Roma.
Bersi también estuvo durante algún tiempo al servicio de Canuto el Grande de Dinamarca donde Sigvatr Þórðarson le dedicó un verso tras haber recibido ambos regalos del rey. Aparte de las sagas reales Bersi aparece con un papel secundario en la saga de Grettir.
Un lausavísur se le ha atribuido a él en algunos fragmentos de Óláfs saga helga de Styrmir Kárason, aunque la misma estrofa se atribuye a Sigvatr Þórðarson en Heimskringla y a Óttarr svarti en otras sagas sobre San Olaf. La obra de Styrmir ofrece información sobre Bersi al servicio de Olaf II e indica que murió en 1030.
La madre de Bersi, Skáld-Torfa, aparentemente también fue escaldo pero no se ha conservado nada de su obra.